# علم جمهورية أذربيجان الاشتراكية السوفيتية
علم جمهورية أذربيجان الاشتراكية السوفيتية هو العلم الرسمي لجمهورية أذربيجان الاشتراكية السوفيتية؛ ضمن جمهوريات الاتحاد السوفيتي. تكوّن من علم أحمر بسيط مع مطرقة ومنجل ذهبيتين ونجمة حمراء محددة باللون الذهبي، وشريط أزرق داكن أفقي في الربع السفلي؛ يمثل بحر قزوين.

## الوصف
قدم النسخة الأخيرة من علم جمهورية أذربيجان الاشتراكية السوفيتية ك. م. أ. كيازمزاده، مدير متحف أذربيجان الوطني للفنون، واعتمد رسمياً كعلم وطني بمرسوم من رئاسة مجلس السوفيت الأعلى لجمهورية أذربيجان الاشتراكية السوفيتية في 7 أكتوبر 1952. وكان التعريف كالتالي:
تم تحديث النص المتعلّق بالعلم الوطني في دستور جمهورية أذربيجان الاشتراكية السوفيتية في 18 أغسطس 1953. ومع ذلك، لم يحدد النص المكتوب نسبة المطرقة والمنجل. في 5 مايو 1956، وافقت رئاسة مجلس السوفيت الأعلى لجمهورية أذربيجان الاشتراكية السوفيتية على "لوائح العلم الوطني لجمهورية أذربيجان الاشتراكية السوفيتية"، والتي نظمت بشكل أكبر تفاصيل العناصر على العلم. في 16 مارس 1981، أصدرت رئاسة مجلس السوفيت الأعلى لجمهورية أذربيجان الاشتراكية السوفيتية مرسوماً ينص على عدم طباعة المطرقة والمنجل على الجانب الخلفي من العلم.

## مخطط الألوان
| مخطط الألوان | أزرق        | أحمر         | أصفر       |
| ------------ | ----------- | ------------ | ---------- |
| CMYK         | 100-68-0-39 | 0-100-100-19 | 0-15-100-0 |
| HEX          | #00309A     | #CE0000      | #FFD800    |
| RGB          | 0-38-154    | 806-0-0      | 655-216-0  |

## تاريخ
من النصف الثاني من عام 1921 إلى عام 1922، استخدمت جمهورية أذربيجان الاشتراكية السوفيتية علماً أحمر بحروف سيريلية صفراء АССР. في 12 مارس 1922، اتحدت جمهورية أذربيجان الاشتراكية السوفيتية مع جمهورية جورجيا الاشتراكية السوفيتية وجمهورية أرمينيا الاشتراكية السوفيتية في جمهورية ما وراء القوقاز الاشتراكية السوفيتية (TSFSR)، والتي انقسمت مرة أخرى إلى هذه الجمهوريات الثلاث عام 1936.
- 1920
- 1920–1921
- 1921–1922
- 1922–1924

في عام 1937، تمت أضيف شعار المطرقة والمنجل بلون ذهبي في الزاوية العلوية اليسرى، وتحتها الأحرف اللاتينية AzSSR؛ بدلاً من الأحرف السيريلية. تم إصدار نسخة ثالثة في الأربعينيات، وتم استبدال AzSSR بنسختها السيريلية АзССР.
اعتمدت النسخة الأخيرة من العلم من قبل جمهورية أذربيجان الاشتراكية السوفيتية في 7 أكتوبر 1952. كان العلم عبارة عن علم الاتحاد السوفيتي، مع شريط أفقي أزرق في الربع السفلي. تم التخلي عن علم عام 1952 في 5 فبراير 1991، عندما أُعيد تقديم علم جمهورية أذربيجان الاشتراكية السوفيتية المستند إلى جمهورية أذربيجان الديمقراطية.
- 1924-1927
- 1927-1931
- 1931-1937
- 1937–1940
- 1940–1952
- 1952–1956 (بديل مبكر)
- 1952–1991
- 1991، علم جمهورية أذربيجان